# Stenocercus philmayi
Stenocercus philmayi — вид ігуаноподібних ящірок родини Tropiduridae. Ендемік Перу. Описаний у 2020 році.

## Поширення і екологія
Stenocercus philmayi відомі мешкають в горах на півночі Центрального хребта Перуанських Анд в регіоні Амазонас. Вони живуть в перехідній зоні між сухими і вологими гірськими тропічними лісами в регіоні мараньйонських сухих лісів. Зустрічаються на висоті від 1340 до 1470 м над рівнем моря.